# ゴルムド駅
ゴルムド駅（ゴルムドえき/中国語簡体字：格尔木站/正体字：格爾木站）は中華人民共和国青海省ゴルムド市にある青蔵鉄路公司の管轄する青蔵鉄道（青蔵線）の駅。
海抜2829mに位置する。

## 駅構造
単式ホーム1面、島式ホーム1面を持つ地上駅である。旅客ホーム以外に貨物ヤードや多数の引込み線を有する。
駅舎について、2020年6月30日、中国中鉄建工集団の手により3年を費やした末、地上2階で一部3階の構造を有する新駅舎に建て替えられ、使用を開始した。中国メディアは、新駅舎使用開始2日前（6月28日）の、新駅舎オープンを前にして準備が進む駅構内の様子を写真付きで伝えている。

## 乗り入れ路線
1979年、先ず青蔵線が1期区間として西寧から当駅まで開通、その後2006年に当駅よりラサまでの2期区間が開通し、全通となった。

西寧からラサに向かう青蔵線の列車は、ここで高地用のNJ2型ディーゼル機関車に交換する。
2020年12月9日には、当駅と新疆ウイグル自治区のコルラを結ぶ格庫鉄道（格庫線）が全線開通している《先ず、新駅舎の使用が開始された同年6月30日に当駅から茫崖鎮に至る青海省区間が開通し、同年12月9日には茫崖鎮からコルラに至る新疆ウイグル自治区区間も開通、全線開業に至った》。

## 駅周辺
- 四川成都飯店
- 長距離バスターミナル
- 格爾木大厦
- 宏大賓館

## 歴史
- 1979年 - 青蔵線の開通に伴い開業。
- 2006年7月1日 - ゴルムド～ラサ間の旅客営業運転を開始。
- 2020年
  - 6月30日 - 新駅舎使用開始。併せて格庫線の青海省区間が開通[1]
  - 12月9日 - 格庫線全線開通[4]

## ギャラリー

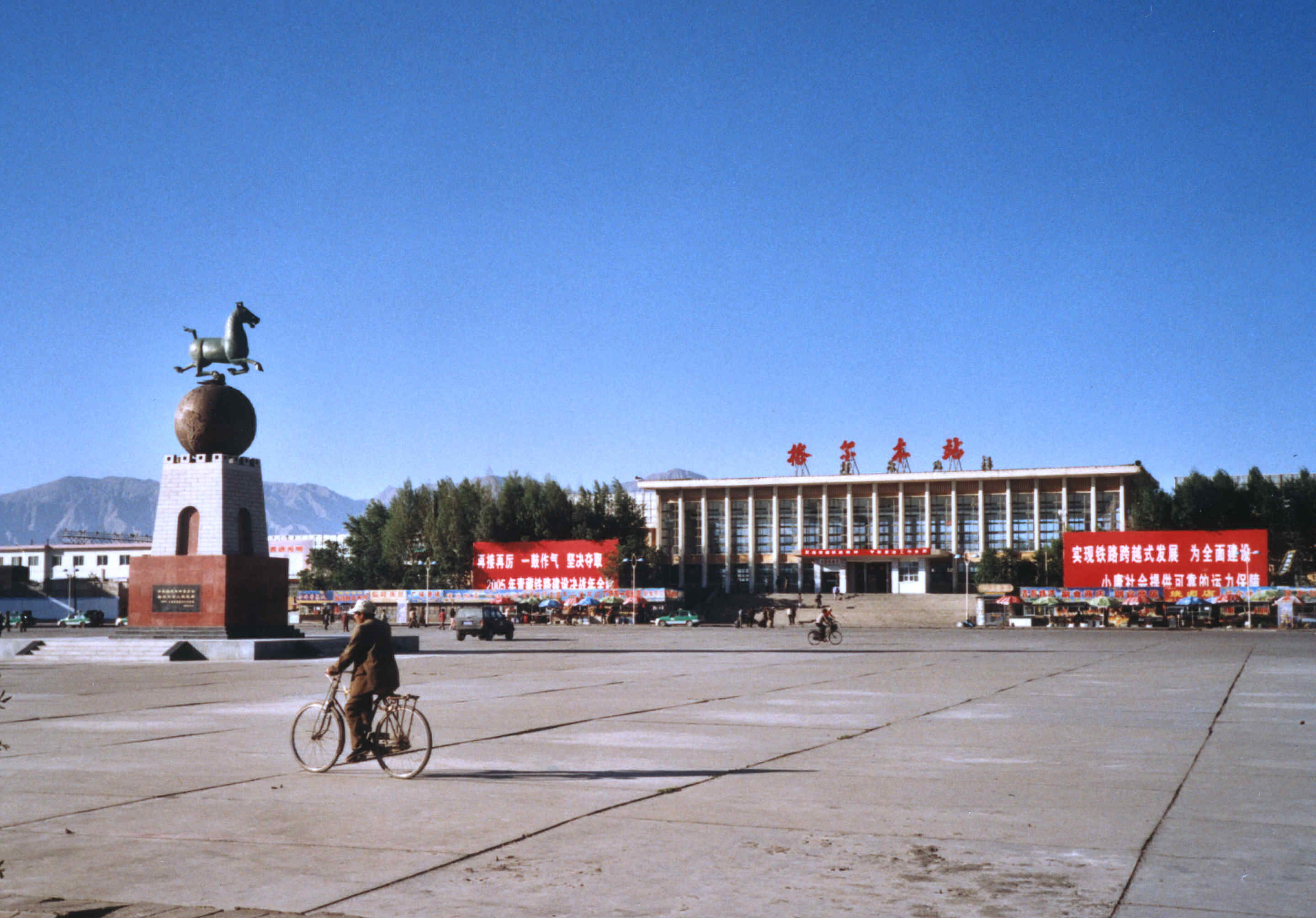
ゴルムド駅駅前広場
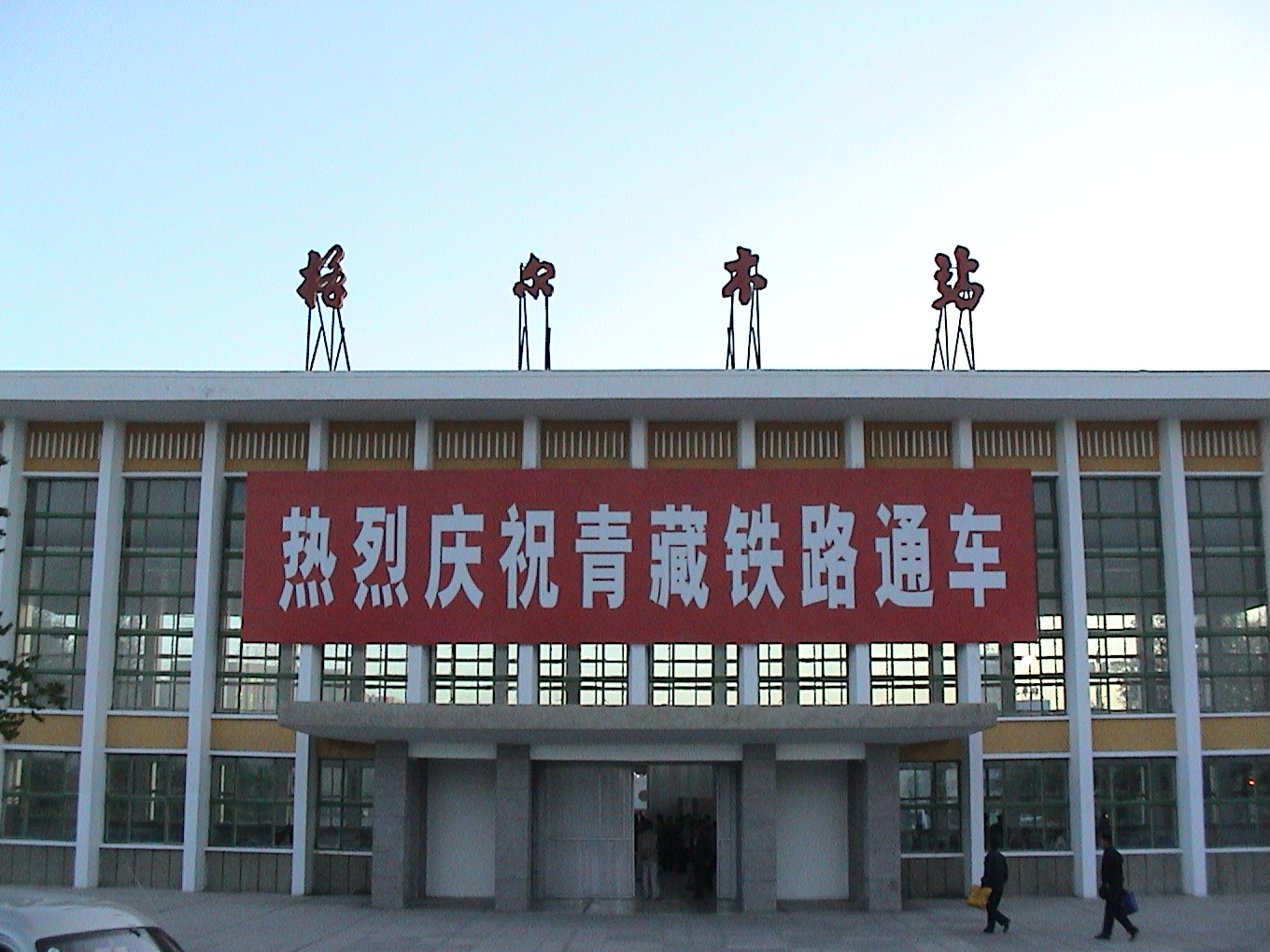
ゴルムド駅（旧駅舎）。青蔵鉄道全通を祝う横断幕が貼られている。
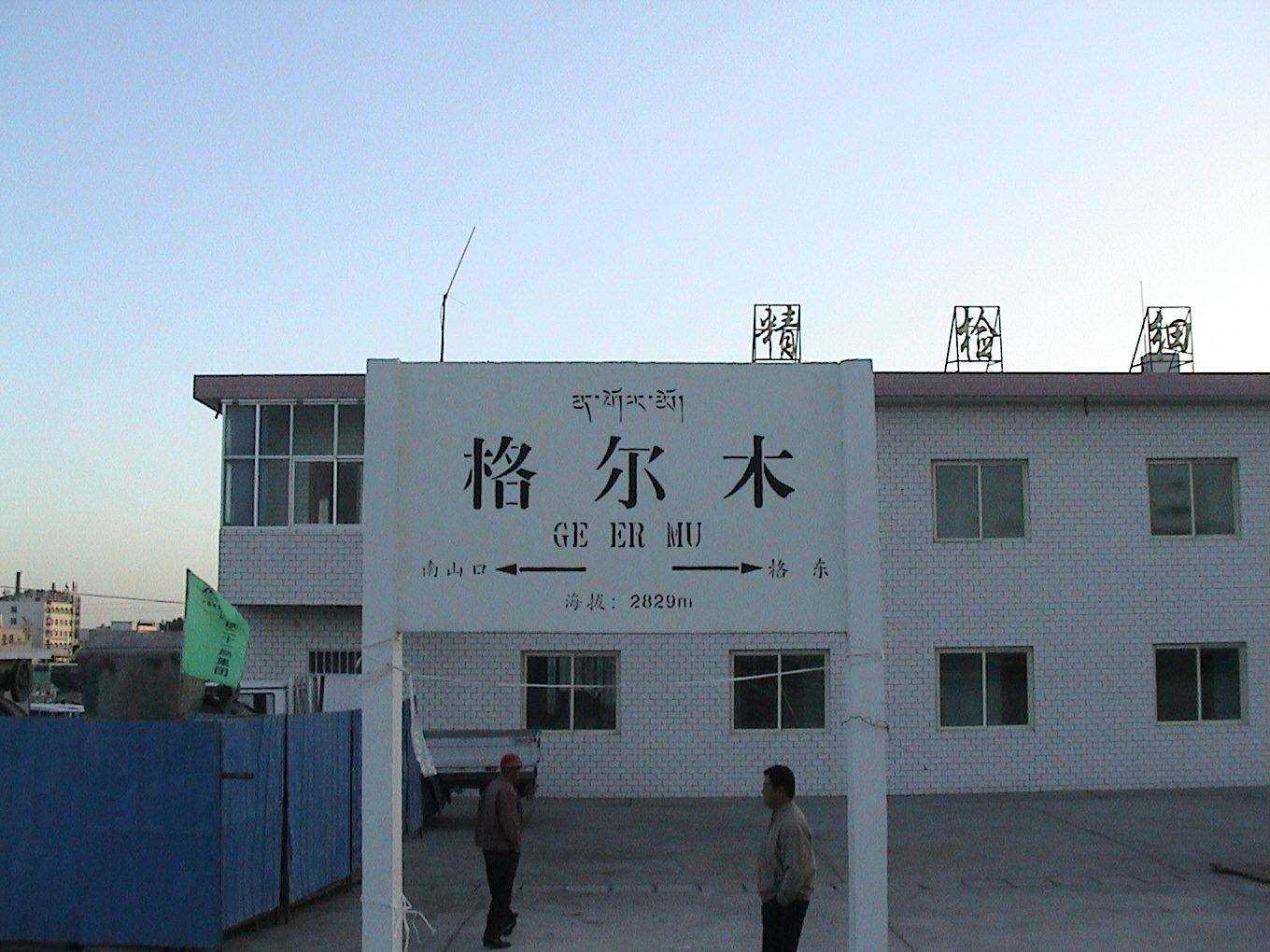
駅名標

## 隣の駅
中国国鉄
青蔵線
ゴルムド東駅 - ゴルムド駅 - ゴルムド南駅 - 南山口駅
格庫線
ゴルムド駅 - ゴルムド西駅